# موشي شارون
موشيه شارون (موالد 18 ديسمبر 1937 في حيفا المحتلة في فلسطين) هو مؤرخ إسرائيلي متشدد ضد الإسلام كان يلقب «بأعظم علماء إسرائيل في الشرق الأوسط»، تلقى تعليمه في الجامعة العبرية وجامعة لندن، أجرى بحثا في أكسفورد وباريس ودبلن. انضم إلى هيئة التدريس في الجامعة العبرية في القدس في عام 1965 وحصل على درجة الدكتوراه في التاريخ الإسلامي من تلك المؤسسة في عام 1971. وقد درس التاريخ الإسلامي والحضارة الإسلامية.
وهو حالياً أستاذ متقاعد للدراسات الإسلامية والشرق أوسطية في الجامعة العبرية في القدس حيث يعمل كرئيس كرسي الدراسات البهائية، وهو من سعى لتأسيسه، كما ترجم للعبرية كتاب الديانة البهائية (الكتاب الأقدس).
عمل مستشارًا للشؤون العربية لرئيس وزراء إسرائيل مناحم بيجن، وشارك في المفاوضات السلام مع مصر، أسس مركز الدراسات اليهودية في جامعة ويتواترسراند في جنوب أفريقيا وكان مديره في فترة ترؤسه لفرع المنظمة الصهيونية العالمية في جوهانسبرغ.

## الإسلام
يعتقد موشيه شارون أن القادة الغربيين فاشلون في فهم الإسلام. ويقول: "لا يوجد إسلام أصولي، لا يوجد سوى إسلام فقط." حيت علق موشي شارون عن الصراع في يوغسلافيا "أينما يوجد الإسلام، ستوجد الحروب، لإنها تنبع من موقف الحضارة الإسلامية". علاوة على ذلك، يجادل بأنه ليس هناك فقط "حرب مفتوحة" ولكن هناك أيضًا حرب بالتسلل".
- انتشر له في مواقع التواصل مقطع فيديو مترجم للعربية، يظهر للمتابع العربي بكلام خارج سياق حديث طويل وكأنه مناصر للإسلام.[7]

## موقفه من القضية الفلسطينية
يقول موشي شارون «لا توجد إمكانية للسلام بين إسرائيل والفلسطينيين بأي حال من الأحوال، وللأبد» وأن اتفاقات السلام مع العرب هي:
| موشي شارون | أوراق، وتكتيكات، واستراتجيات ... لا معنى لها | موشي شارون |

ويعارض اتفاقات أوسلو ويعتقد أن تفكيك المستوطنات التي يسميها «تفجير المستوطنات» لا تفيد شيئًا إلا «زيادة شهية الآخرين للمزيد، ولا تحقق سوى قتل اليهود »

## مؤلفاته
- - Black Banners from the East: The Establishment of the Abbasid State: Incubation of a Revolt by Moshe Sharon

(2013-06-10)
- - Corpus Inscriptionum Arabicarum Palaestinae
  - Corpus Inscriptionum Arabicarum Palaestinae, Addendum
  - Corpus Inscriptionum Arabicarum Palaestinae, Volume One: -A
  - Corpus Inscriptionum Arabicarum Palaestinae, Volume Two: -B-C
  - Corpus Inscriptionum Arabicarum Palaestinae, Volume Three: -D-F
  - Corpus Inscriptionum Arabicarum Palaestinae, Volume Four: -G
  - Corpus Inscriptionum Arabicarum Palaestinae, Volume Five: H-I
- Judaism, Christianity, and Islam: Interaction and conflict